# Requins de haute mer
Pour plus de détails, voir Fiche technique et Distribution.
Requins de haute mer (Sea Fury) est un film britannique réalisé par Cy Endfield, sorti en 1958.

## Synopsis
La rivalité amoureuse et professionnelle entre deux capitaines de remorqueurs doit être mise de côté quand un cargo plein d'explosifs doit être secouru en mer.

## Fiche technique
- Titre original : Sea Fury
- Titre français : Requins de haute mer
- Réalisation : Cy Endfield
- Scénario : Cy Endfield, John Kruse
- Direction artistique : Michael Stringer
- Décors : Arthur Taksen
- Costumes : Eleanor Abbey
- Photographie : Reginald Wyer
- Son : Leo Wilkins, Gordon K. McCallum
- Montage : Arthur Stevens
- Musique : Philip Green
- Production exécutive : Earl St. John
- Production : Benjamin Fisz
- Société de production : The Rank Organisation, Aqua Film Productions, S. Benjamin Fisz Productions
- Société de distribution : Rank Film Distributors
- Pays d'origine :  Royaume-Uni
- Langue originale : anglais
- Format : Noir et blanc  — 35 mm — 1,66:1 — son mono
- Genre : Film d'action
- Durée : 97 minutes
- Dates de sortie : 
  - Royaume-Uni : 26 août 1958
  - France : 22 janvier 1960

## Distribution
- Stanley Baker : Abel
- Victor McLaglen : Bellew
- Luciana Paluzzi : Josita
- Grégoire Aslan : Fernando
- Francis De Wolff : Mulder
- David Oxley : Blanco
- George Murcell : Loudon
- Percy Herbert : Walker
- Ronald Searle : Bosun
- Robert Shaw : Gorman
- Roger Delgado : Salgado